# Альсідес Соса
Альсідес Соса (ісп. Alcides Sosa, нар. 24 березня 1944, Карагуатай) — парагвайський футболіст, що грав на позиції захисника, зокрема, за асунсьйонські клуби «Гуарані» та «Олімпія», а також за національну збірну Парагваю.

## Клубна кар'єра
У дорослому футболі дебютував 1965 року виступами за команду «Рубіо Нью». Наступного року захищав кольори «Лібертада».
Того ж 1966 року приєднався до лав «Гуарані» (Асунсьйон), де грав до 1970 року. Двічі, у 1967 і 1969 роках вигравав у складі цієї команди першість Парагваю.
Згодом протягом 1971–1979 років грав за «Олімпію» (Асунсьйон), у складі якої ще чотири рази ставав чемпіоном Парагваю.
У сезонах 1979 і 1980 років виступав у Колумбії за «Депортіво Перейра», після чого повернувся на батьківщину, де й завершив 1981 року ігрову кар'єру виступами за «Гуарані».

## Виступи за збірну
1968 року дебютував в офіційних матчах у складі національної збірної Парагваю. Загалом протягом десятирічної кар'єри у національній команді провів у її формі 48 матчів, забивши 3 голи.
У складі збірної був учасником розіграшу Кубка Америки 1975 року, де парагвайці не подолали груповий етап.

## Титули і досягнення
- Чемпіон Парагваю (6):

«Гуарані»: 1967, 1969
«Олімпія»: 1971, 1975, 1978, 1979
- Володар Кубка Лібертадорес (1):

«Олімпія»: 1979
- Володар Міжконтинентального кубка (1):

«Олімпія»: 1979